# Arhitektura u 1987.
◄◄ | ◄ | 1984. | 1985. | 1986. | 1987.  | 1988. | 1989. | 1990. | ► | ►►
Arhitektura • Astronautika • Astronomija • Biologija • Film • Fotografija • Glazba • Kazalište • Kemija • Kiparstvo • Knjige • Književnost • Kršćanstvo • Meteorologija • Medicina • Planinarstvo • Politika • Pravo • Promet • Slikarstvo • Strip • Šport • Televizija • Znanost • Zrakoplovstvo • Željeznički promet
Arhitektura u 1987.

## Svijet

### Osnivanja
Osnivanja arhitektonskih ustanova (Wikipedija:Kriteriji, WP:NIJE), škola, fakulteta, časopisa, zbornika, simpozija...

### Rođenja
Rođenja poznatih osoba u svezi s arhitekturom: arhitekt, klesar...

### Smrti
Smrti poznatih poznatih osoba u svezi s arhitekturom: arhitekt, klesar...

### Ostalo
Uvođenje i pojava novih stilova...

## Hrvatska i u Hrvata

### Osnivanja
Osnivanja arhitektonskih ustanova (Wikipedija:Kriteriji, WP:NIJE), škola, fakulteta, časopisa, zbornika, simpozija...

### Završetak gradnje građevina
- Zagrebačka džamija

### Rođenja
Rođenja poznatih osoba u svezi s arhitekturom: arhitekt, klesar...

### Smrti
Smrti poznatih poznatih osoba u svezi s arhitekturom: arhitekt, klesar...

### Ostalo
Uvođenje i pojava novih stilova...